# 阿马达拉瓦拉萨
阿马达拉瓦拉萨（Amadalavalasa），是印度安得拉邦Srikakulam县的一个城镇。总人口37852（2001年）。

## 人口
该地2001年总人口37852人，其中男性19122人，女性18730人；0—6岁人口4028人，其中男2072人，女1956人；识字率65.02%，其中男性为74.96%，女性为54.86%。